# دينيس ماسينا
دينيس ماسينا (29 مايو 1982 بمبابان في سوازيلاند - ) هو لاعب كرة قدم سوازيلندي في مركز الوسط. شارك مع منتخب سوازيلاند لكرة القدم. أما مع النوادي، فقد لعب مع أورلاندو بيراتس وسوبر سبورت يونايتد وفاينورد وكيه في ميخيلين ونادي مبومالانجا بلاك أسأت وS.C. Eendracht Aalst ‏ ونادي بوشبكس وManzini Wanderers F.C. ‏.

## وصلات خارجية
- دينيس ماسينا على موقع الاتحاد الدولي (مؤرشف)  (الإنجليزية)
- دينيس ماسينا على موقع قاعدة بيانات كرة القدم.إي يو (الإنجليزية)
- دينيس ماسينا على موقع ناشيونال فوتبول تيمز (الإنجليزية)
- دينيس ماسينا على موقع Soccerway.com (الإنجليزية)